# Air Mediterranean
Air Mediterranean ist eine im Jahr 2017 gegründete griechische Fluggesellschaft mit dem Fokus auf Charter- und ACMI/Wet-Lease-Flügen. Zwischen Januar und Februar 2018 musste die Fluggesellschaft den Betrieb aufgrund von Unstimmigkeiten und Liquiditätsproblemen kurzfristig einstellen.

## Geschichte
Im Jahr 2015 wurden durch mehrere Investoren aus der Luftverkehrsbranche Überlegungen angestellt, eine Fluggesellschaft zwecks Anbindung Athens an den Nahen Osten und Afrika zu gründen.
Am 6. Dezember 2016, noch bevor die Fluggesellschaft ihre Betriebslizenz erhielt, wurde die erste Boeing 737-400 am Flughafen Athen empfangen. Air Mediterranean teilte am 17. Januar 2017 mit, dass sie erfolgreich ihr Luftverkehrsbetreiberzeugnis erhalten habe und Ende Januar 2017 mit Charter- und ACMI/Wet-Lease-Flügen starten würde. Ab dem zweiten Quartal 2017, bei Erhalt einer zweiten Boeing 737-400, sollten Linienflüge gestartet werden.
Am 2. November 2017 startete die Fluggesellschaft mit Linienflügen und flog als erstes Ziel London Stansted an. Des Weiteren wurden ab dem 2./3. November 2017 Stockholm Arlanda und Bagdad  angeflogen.
Am 18. Januar 2018 wurden aufgrund von Unstimmigkeiten der Gesellschafter alle Flüge storniert und der Flugverkehr bis auf Weiteres eingestellt. Im Februar 2018 gab der Vorstandsvorsitzende der Airline bekannt, dass es Pläne gebe, den Linienverkehr zu reorganisieren und gleichzeitig mehr Ressourcen für Wet-Lease- und Charterbetrieb für den Sommer bereitzustellen. Seit April 2018 werden wieder Charter- und Wet-Lease-Flüge durchgeführt, nachdem zuvor eine neue Finanzierung sichergestellt werden konnte.

## Flotte

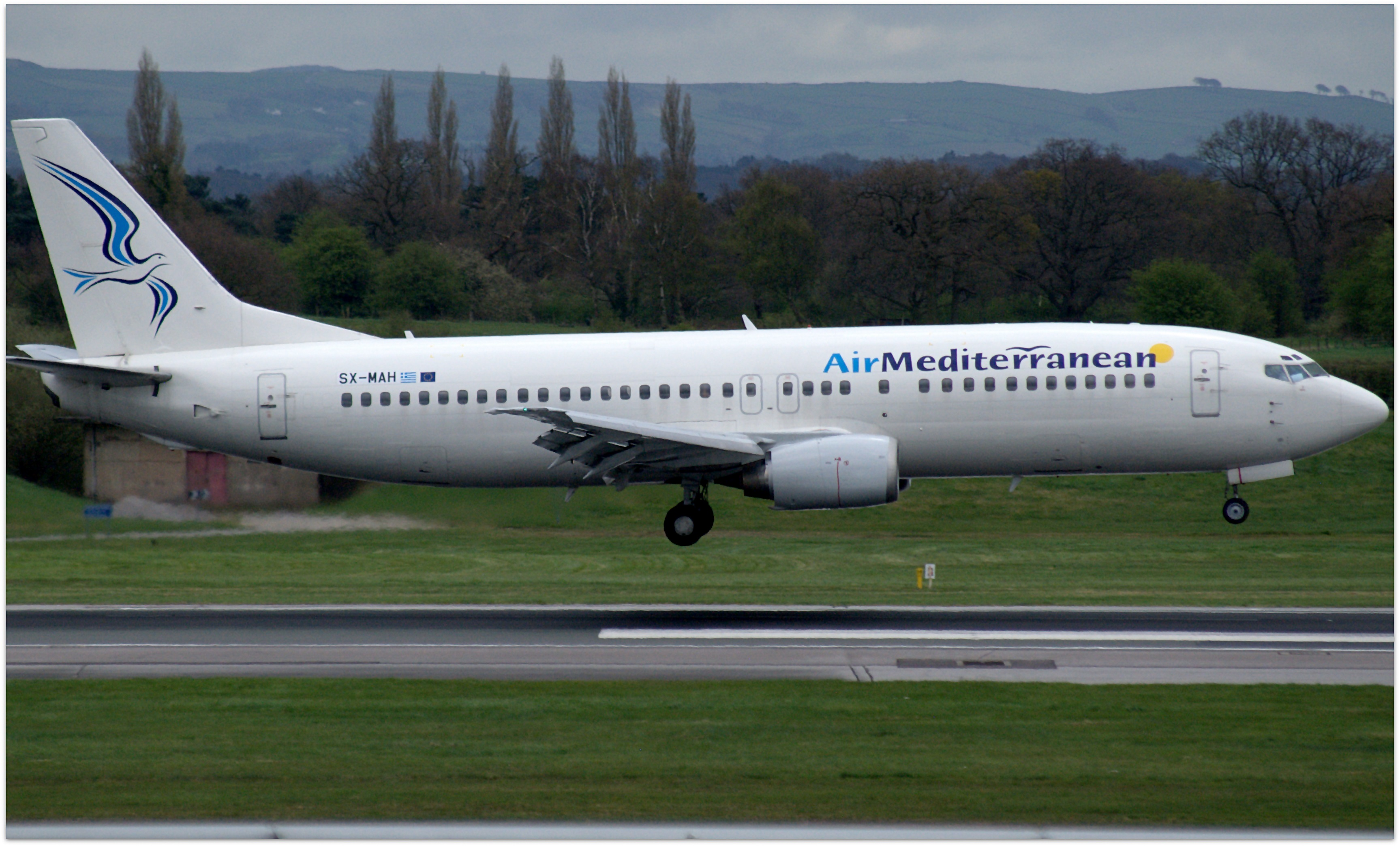
Boeing 737-400 der Air Mediterranean mit dem Luftfahrzeugkennzeichen SX-MAH auf dem Flughafen Manchester, April 2017

Mit Stand April 2025 besteht die Flotte der Air Mediterranean aus zwei Flugzeugen mit einem Alter von 27,8 Jahren:
| Flugzeugtyp    | Anzahl | bestellt | Anmerkungen                              | Sitzplätze | Durchschnittsalter |
| -------------- | ------ | -------- | ---------------------------------------- | ---------- | ------------------ |
| Boeing 737-400 | 2      |          | eine inaktiv; eine betrieben für Gotofly | 162 168    | 27,8 Jahre         |
| Gesamt         | 2      | -        |                                          |            | 27,8 Jahre         |